# Pidna-Kolindros
Pidna-Kolindros (gr. Δήμος Πύδνας-Κολινδρού, Dimos Pidnas-Kolindru) – gmina w Grecji, w administracji zdecentralizowanej Macedonia-Tracja, w regionie Macedonia Środkowa, w jednostce regionalnej Pieria. W 2011 roku liczyła 15 179 mieszkańców. Powstała 1 stycznia 2011 roku w wyniku połączenia dotychczasowych gmin: Ejinio, Kolindros, Metoni i Pidna. Siedzibą gminy jest Ejinio, a siedzibą historyczną jest Kolindros.